# 国民政府财政部印刷局旧址
国民政府财政部印刷局旧址，即原清度支部印刷局，位于北京市西城区白纸坊街23号，全国重点文物保护单位之一。今为北京印钞有限公司所在地。

## 简介
其前身为清度支部印刷局，是中国采用雕刻版凹版设备印钞的第一家印钞厂。始建于光绪三十四年（1908年）；辛亥革命后，度支部印刷局改称“财政部印刷厂”，坐南朝北，主要建筑为主工房大楼、机务科工房、活版科工房、三座二层办公楼。主工房大楼是建筑质量最高的一座，地上三层地下一层，砖混结构，整体高大简洁。中华人民共和国建立后，人民政府仍沿用印刷局建筑作为印钞厂使用，至今保存完好。
2008年，北京市人民政府对该旧址进行重新修葺。